# Шонунген
Шонунген (нім. Schonungen) — громада в Німеччині, розташована в землі Баварія. Підпорядковується адміністративному округу Нижня Франконія. Входить до складу району Швайнфурт.
Площа — 81,03 км2. Населення становить 7663 ос. (станом на 31 грудня 2020).